# Indonezja na Mistrzostwach Świata w Lekkoatletyce 2011
Indonezja na Mistrzostwach Świata w Lekkoatletyce 2011 reprezentowana była przez dwóch zawodników.

## Występy reprezentantów Indonezji

### Mężczyźni

#### Konkurencje biegowe
| Konkurencja  | Zawodnik       | Runda 1  | Runda 1 | Runda 2  | Runda 2 | Półfinał | Półfinał | Finał    | Finał   |
| Konkurencja  | Zawodnik       | Rezultat | Pozycja | Rezultat | Pozycja | Rezultat | Pozycja  | Rezultat | Pozycja |
| ------------ | -------------- | -------- | ------- | -------- | ------- | -------- | -------- | -------- | ------- |
| Bieg na 100m | Mohamed Fadlin | 10,75    | 5 Q     | 11,00    | 50      |          |          |          |         |

### Kobiety

#### Konkurencje biegowe
| Konkurencja               | Zawodnik      | Runda 1  | Runda 1 | Runda 2  | Runda 2 | Półfinał | Półfinał | Finał    | Finał   |
| Konkurencja               | Zawodnik      | Rezultat | Pozycja | Rezultat | Pozycja | Rezultat | Pozycja  | Rezultat | Pozycja |
| ------------------------- | ------------- | -------- | ------- | -------- | ------- | -------- | -------- | -------- | ------- |
| Bieg na 100m przez płotki | Dedeh Erawati |          |         | 13,56    | 34      |          |          |          |         |